# Régis Simon
Pour les articles homonymes, voir Simon.
Régis Simon est un coureur cycliste français né le 19 mars 1958 à Troyes. 

## Biographie
Professionnel de 1984 à 1989, il a notamment remporté une étape du Tour de France. 
Il est le frère de Pascal, François et de Jérôme, tous trois anciens coureurs cyclistes professionnels.

## Palmarès
- 1978
  - 3e étape du Tour d'Alsace (contre-la-montre)
- 1979
  - Classement général du Tour de Franche-Comté
- 1981
  - Classement général du Circuit des mines
  - Circuit de Champagne :
    - Classement général
    - 3e étape

  - 2e de Troyes-Dijon
  - 2e de Dijon-Auxonne-Dijon
  - 3e du Prix de La Charité-sur-Loire
- 1982
  - Tour de la Moyenne Alsace
  - 3e du Gran Premio della Liberazione
  - 3e de la Flèche d'or européenne (avec Zbigniew Krasniak)
- 1983
  - Nocturne de Bar-sur-Aube
  - Tour de Nouvelle-Calédonie :
    - Classement général
    - 7 étapes

  - 3e de Paris-Épernay
- 1984
  - 4e étape du Tour du Vaucluse
  - 2e du Tour de Midi-Pyrénées
- 1985
  - 18eb étape du Tour de France
  - 2e du Grand Prix de Rennes
- 1986
  - 2e des Quatre Jours de Dunkerque
- 1987
  - 3e de Paris-Bourges
  - 7e du Critérium du Dauphiné libéré
- 1988
  - 3e étape de l'Étoile de Bessèges
  - 3e et 4e étapes du Grand Prix de l'Amitié
  - 2e du Grand Prix de l'UC Bessèges
  - 2e de l'Étoile de Bessèges
- 1989
  - 3e du Grand Prix de Cannes
- 1990
  - Classement général du Circuit des mines
  - 3e de Troyes-Dijon
  - 3e du championnat de France sur route amateurs
- 1991
  - 4ea étape du Tour de Champagne-Ardenne
  - 3e du Circuit de l'Aisne
- 1992
  - 2e de La Tramontane
- 1993
  - Tour du Maroc :
    - Classement général
    - 3 étapes

  - 3e étape des Boucles de la Meuse
  - 2e de Paris-Troyes
  - 2e des Boucles catalanes

### Résultats sur les grands tours

#### Tour de France
3 participations
- 1984 : 111e
- 1985 : 100e, vainqueur de la 18eb étape
- 1986 : 93e,
- 1988 : 123e